# Sa'ud dell'Arabia Saudita
Saʿūd bin ʿAbd al-ʿAziz Āl Saʿūd, (in arabo سعود بن عبد العزيز آل سعود‎?) (Al Kuwait, 15 gennaio 1902 – Atene, 23 febbraio 1969), è stato il secondo sovrano dell'Arabia Saudita, dal 1953 al 1964.
Principe ereditario dal 1933, alla morte del padre ʿAbd al-ʿAziz nel 1953 ha ereditato la corona, che ha mantenuto fino al 1964, quando un colpo di Stato appoggiato dal consiglio degli ʿulamāʾ lo ha costretto ad abdicare in favore del fratello Fayṣal.

## Primi anni di vita
Sa'ud è nato il 15 gennaio 1902 a Madinat al-Kuwait, secondo figlio dell'allora principe ʿAbd al-ʿAziz. Il futuro monarca è nato nella residenza dell'ex emiro Abdul Rahman bin Faysal, nel quartiere di Sakkat Anaza dove la famiglia si trovava dopo l'esilio da Riyad. Dopo che suo padre Abd al-Aziz ha riconquistato Riyad nel 1902, Sa'ud lo ha seguito con la madre e i fratelli.
Il principe Sa'ud aveva un fratello germano, il principe Turki I. La loro madre era la seconda moglie del principe, Wadha bint Muhammad Al Orair, che apparteneva alla tribù Bani Khalid.
Quando aveva cinque anni, suo padre lo affidò allo sceicco Abdul Rahman Mufaireej. Nella sua casa ha studiato la Shari'a e il Corano. Imparò anche a tirare con l'arco, l'equitazione e, sotto la supervisione del padre, i dialetti tribali, la diplomazia, l'arte della guerra, la politica e l'amministrazione nei modi tradizionali arabi. Ha accompagnato il padre in molte spedizioni e ha partecipato a numerose campagne durante le fasi di unificazione della penisola arabica. Inoltre, il padre gli ha affidato di missioni militari, politiche, diplomatiche e amministrative dove ha soddisfatto le aspettative del padre e talvolta le ha pure superate. Il suo coraggio personale ha senza dubbio contribuito al raggiungimento di queste competenze, unito ad una umile personalità e ad uno spiccato senso dell'umorismo, accompagnati da una grande sincerità, gentilezza, leggendaria generosità e un occhio di riguardo per gli altri. Queste qualità lo resero ammirato da amici e nemici. Spesso è stato in grado di conquistare acerrimi rivali e di convertire i nemici in amici. Quando, nel 1933, il re padre lo nominò erede al trono, il consiglio che gli diede fu che doveva dedicarsi sempre al servizio della causa dell'Onnipotente, verso l'innalzamento della voce dell'Islam e allo sforzo difficile di preoccuparsi delle vicende dei suoi sudditi e di attenersi alla verità nelle parole e nei fatti. Gli ha anche consigliato di rispettare gli studiosi musulmani e di mantenere la loro compagnia e ascoltare i loro consigli. Il giovane Sa'ud ha poi promesso a suo padre che avrebbe fedelmente rispettato le sue parole.
La prima missione politica di Sa'ud si è svolta quando a tredici anni, ha guidato una delegazione in Qatar. Ha condotto la prima guerra contro l'Ha'il nel 1921, e divenne il leader delle truppe saudite che combattevano nello Yemen. Inoltre, Sa'ud ha partecipato a otto conflitti prima della sua ascesa al trono: la guerra Grab, la guerra Yabet, la guerra Truba, la guerra Alkuras, la guerra Hail, Alhijaz, la guerra Almahmal e la rivolta Ikhwan.
L'11 maggio 1933 è stato nominato principe ereditario da suo padre. Nel 1937 lui e il principe Muhammad hanno rappresentato il padre all'incoronazione di re Giorgio VI del Regno Unito, a Londra. L'11 ottobre 1953, poco prima della morte del monarca, il principe Sa'ud è stato nominato Primo ministro. Il principe Sa'ud era molto vicino al padre, alla sua morte ha detto: "Ho perso mio padre... e il mio amico".
Dopo la fine della guerra con lo Yemen, re Abd al-Aziz decise di incoraggiare Sa'ud a viaggiare all'estero. Accompagnato dal consigliere di suo padre, Fuad Hamzah, dal medico Medhat Sheikh el-Ard e da alcuni altri dignitari visitò la Transgiordania, la Palestina, il Regno d'Iraq, il Regno d'Egitto e l'Europa dove rappresentò il padre alla incoronazione di re Giorgio VI del Regno Unito e della regina Elisabetta nel 1937. Grazie alla sua personalità semplice, amabile e sincera, tutte le visite di Sa'ud furono coronate dal successo. Colpisce la calda amicizia con il giovane re Ghazi I d'Iraq. Il futuro re di Giordania Abd Allah parlando di lui disse: "Il suo carattere, rappresenta le più elette e le più pure delle caratteristiche e degli attributi della penisola arabica".
Quando scoppiò una crisi tra i vicini stati del golfo Persico di Bahrein e Qatar, Sa'ud anche li visitò nel dicembre del 1937 al fine di contribuire a risolvere la questione. A questa seguirono altre visite alla fino alla vigilia della seconda guerra mondiale.
Dopo la guerra, nel 1946, quando la creazione di uno stato ebraico in Palestina sembrava essere imminente e i leader dei vari stati arabi si incontrarono a Inshas al fine di esaminare la situazione sotto la presidenza di re Fārūq I d'Egitto, Sa'ud venne incaricato dal padre di rappresentare lui e il suo paese. Contribuì all'adozione della famosa risoluzione che dichiarava: "La causa palestinese è la causa di tutti gli arabi e non solo i palestinesi".
Nel 1947, Sa'ud visitò gli Stati Uniti e si incontrò con il presidente Harry S. Truman e i leader di Regno Unito, Francia e Italia, per parlare dell'inaccettabilità della violazione dei diritti dei palestinesi.
Dopo le numerose visite all'estero, Sa'ud concentrò la sua attenzione sui settori bisognosi di modernizzazione e di riforma in vista delle crescenti entrate e delle spese decidendo di istituire un organo di governo che gestisse le finanze del paese. Dopo aver chiesto consiglio e aiuto di esperti di un certo numero di paesi amici, in primo luogo gli Stati Uniti, il riyal saudita venne legato al dollaro statunitense e, come parte le riforme strutturali, normative e procedurali all'interno del rinnovato Ministero delle finanze, nel 1952 istituì una banca centrale chiamata Agenzia monetaria saudita.
In linea con la pratica universale, nel 1948 venne redatto il primo bilancio annuale statale. Già il bilancio nel 1952 venne compilato rispettando gli standard internazionali. Durante questo periodo, la cooperazione tecnica, soprattutto grazie all'arrivo di trentacinque esperti nel 1952 diede notevole impulso alla crescita internazionale.

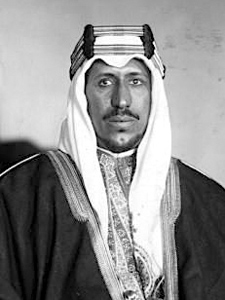
Il futuro sovrano nel 1952.

A parte le riforme finanziarie e amministrative, la relazione presentata al re dal principe Sa'ud, lodava l'attuazione di tutta una serie di progetti infrastrutturali vitali relative al miglioramento dei servizi per i pellegrini, molto importanti per il Regno sotto il profilo religioso ed economico, l'approvvigionamento idrico, le strade, il servizio di radiodiffusione, la salute, glu affari municipali, i miglioramenti delle frontiere, e la riorganizzazione dei costumi e dell'istruzione superiore.
Durante l'Hajj del 1947 annunciò la costruzione di una strada asfaltata tra Gedda e La Mecca e di un progetto per portare l'acqua dal vicino Wadi Fatimah a Gedda. L'acquedotto venne realizzato rapidamente e fu da lui inaugurato nel novembre del 1947. Durante l'Hajj del 1950 istituì un collegio a La Mecca che una volta ampliato venne ribattezzato come Università Umm al-Qura.
Molte di queste riforme, insieme alla completa riorganizzazione del sistema della pubblica amministrazione attraverso la creazione di nuovi o la ristrutturazione di già esistenti ministeri e dipartimenti divennero note come "le riforme del principe ereditario" e vennero formalizzate con un decreto da lui sigillato il 19 ottobre 1952. Alcune di esse erano destinate ad essere sviluppate e implementate dopo la morte di re Abd al-Aziz avvenuta il 9 novembre 1953. Il tradizionale consiglio consultivo a La Mecca, il "Majlis-ash-Shura" - oggi noto come Assemblea Consultiva dell'Arabia Saudita - venne ampliato il 17 novembre 1952.
In precedenza, il 19 ottobre 1953, re Abd al-Aziz aveva nominato il figlio primo ministro del primo Gabinetto di governo. Prima di allora, il 25 agosto 1953, era già stato nominato comandante supremo delle Forze armate e di sicurezza interna. Durante questo periodo, le forze armate del regno, tra cui la Regia aeronautica militare, erano state modernizzate su larga scala con l'aiuto americano. La flotta della Saudi Arabian Airlines venne ampliata anche con l'acquisto di quattro nuovi Sky Master per facilitare soprattutto il trasporto dei pellegrini da e verso il regno e all'interno dello stesso. Il 10 giugno 1953, Sa'ud con l'approvazione del padre posò la prima pietra per l'ampliamento e la ristrutturazione della moschea del Profeta a Medina. In precedenza, a seguito di una visita, aveva suggerito al padre la necessità di questo che lui inizialmente aveva respinto.

## Regno
Sa'ud succedette al padre come monarca il 9 novembre 1953. A differenza del genitore, il nuovo re era considerato un incompetente nella guida dello Stato, il suo stile di vita stravagante nella conduzione del regno lo ha portato sull'orlo del fallimento. Ha inoltre sperperato i fondi statali nella realizzazione di residenze lussuose per sé e la sua famiglia, in un momento in cui l'Arabia Saudita era ancora in via di sviluppo.

### Politica nazionale
Re Sa'ud ha istituito numerosi ministeri governativi. Nel 1957 ha fondato l'Università Re Sa'ud di Riyad.
Il sovrano ha voluto delegare parte del proprio potere ai figli mettendoli in posizioni di governo di rilievo. Dal 1953 al 1964, per contenere le richieste di partecipazione politica tra i membri della famiglia reale, nominò otto ministri. Nel 1957 Sa'ud ha nominato i figli Fahad ministro della difesa, Musa'id comandante della Guardia Reale, Khalid comandante della Guardia Nazionale (a solo diciassette anni), e Sa'd comandante della Guardia Speciale. Altri figli sono stati nominati in uffici governativi di spicco compresi quelli di secondo ministro della difesa (Mohammad), governatore della provincia di Riyad (Badr) e governatore della Provincia della Mecca (Abd Allah), che divenne noto come "piccolo re". Le nomine di Sa'ud hanno infastidito i fratellastri del re, che consideravano i giovani principi troppo inesperti, e cominciarono a temere che il monarca avrebbe nominato un proprio figlio principe ereditario, estromettendoli dagli affari di Stato.
Re Sa'ud oscillava tra le crescenti idee nazionaliste arabe e le tradizioni religiose favorendo l'iniziale non ingerenza nella politica internazionale. Le sue decisioni erano personali e spontanee. Non riusciva però a concepire l'idea che il governo è al di sopra e più importante della famiglia e non poteva convincersi del primato dell'organizzazione sulla persona. Mentre Sa'ud aveva una visione antiquata del proprio paese, questo stava cominciando ad assaggiare nuovi tipi di conflitti tra nuove forze e nuove tendenze. L'importazione di manodopera straniera, proveniente per la maggior parte dagli altri stati arabi, esercitò una grande influenza sui cittadini sauditi urbani, esponendoli a nuovi valori e differenti prospettive. Questi nuovi tipi di conflitto si manifestarono chiaramente quando i lavoratori della compagnia petrolifera ARAMCO scioperarono due volte. La prima manifestazione si ebbe già nel 1953, quando i lavoratori sauditi guidati da quelli stranieri chiedevano migliori condizioni di lavoro. La seconda si ebbe nel 1956, quando i lavoratori della stessa compagnia manifestarono contro il governo, che era intento a rinnovare il contratto di concessione agli Stati Uniti d'America garantendo l'accesso al campo di aviazione di Dhahran.
Re Sa'ud ha inoltre accolto con favore i membri dei Fratelli Musulmani (un'organizzazione islamista) in Arabia Saudita, come provocazione verso l'Egitto, da cui la Fratellanza era in fuga.

### Relazioni con l'estero

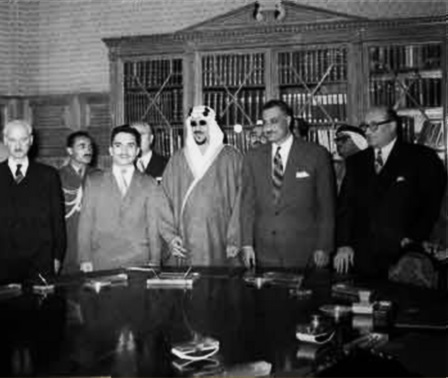
La firma del patto di difesa regionale tra Egitto, Arabia Saudita, Siria e Giordania del gennaio 1957. In prima fila, da sinistra a destra: il primo ministro della Giordania Sulayman al-Nabulsi, il re Husayn di Giordania, re Saud, il presidente dell'Egitto Gamal Abd el-Nasser e il primo ministro della Siria Sabri al-Asali.

Re Sa'ud giocò un ruolo di primaria importanza a livello regionale, arabo, islamico e internazionale. Il suo ruolo eminente nel mondo islamico e la sua forza di carattere lo qualificarono per avere successo in molti dei suoi sforzi nel far rispettare e rafforzare le relazioni. Iniziò il suo tour in tutto il mondo dopo aver terminato le visite in tutte le province del regno. Visitò tutti i paesi arabi e alleati con scopi strategici e politici. Ha iniziato le sue visite nel 1954 in Egitto, seguito da Kuwait, Bahrein, Giordania, Yemen e Pakistan. Annunciò che il suo unico scopo era quello di "unire i musulmani di tutto il mondo", in modo da costituire un corpo forte. Re Sa'ud credeva in una politica di non allineamento che discusse a fondo con il primo ministro Jawaharlal Nehru nel corso di una visita ufficiale in India. Si sforzò di mantenere la regione libera da coalizioni e blocchi che servivano ai soli interessi stranieri e, quindi, si rifiutò di aderire al Patto di Baghdad. Nonostante la pressione esercitata dall'Occidente, approvò dopo l'incontro con il presidente egiziano Gamal Abd el-Nasser e il presidente siriano Shukri al-Quwwatli avvenuto a Il Cairo nel marzo del 1956 di siglare una dichiarazione congiunta per quanto riguardava le questioni di sicurezza e di difesa, che coincisero con altri accordi in ambito finanziario, economico e di sviluppo.
Per esempio, nel novembre del 1955 concesse un prestito di 16 milioni di dollari alla Siria per cinque anni. Accettò di scambiare merci e prodotti agricoli esenti da licenza di importazione esportazione e dazi doganali. Visti i continui assalti israeliani verso la Giordania nel 1955, re Sa'ud invitò i leader militari di Egitto, Siria, Libano e Giordania a Riad per discutere sulle procedure per contrastare l'aggressione. Accettò di coprire tutte le spese per rafforzare la Guardia Nazionale della Giordania e le forze armate alleate. Sostenne diplomaticamente e finanziariamente il processo di indipendenza dell'Algeria dal 1º novembre 1954. Re Sa'ud rilasciò una dichiarazione che invitava le persone a donare soldi per la rivoluzione; le donazioni totali ammontarono a $ 1 200 000. Il governo offrì un milione di dollari nel 1956 mentre il resto delle donazioni vennero concesse annualmente. Re Sa'ud continuò a sostenere la causa algerina fino all'indipendenza, concessa nel 1962. Anche l'Imam dello Yemen Ahmad ibn Yahya si unì agli sforzi arabi quando ha firmò un accordo di difesa comune con Egitto, Arabia Saudita e Siria. A questo evento seguì un incontro tra l'Imam, re Sa'ud, il presidente egiziano Gamal Abd el-Nasser e il presidente siriano Shukri al-Quwwatli avvenuto il 21 aprile 1956, dopo la firma del patto di Gedda l'Arabia Saudita e lo Yemen.
Mantenne il suo sostegno ai paesi arabi anche dopo la nazionalizzazione della Compagnia del Canale di Suez sancita il 26 luglio 1956 anche se il governo egiziano non consultò la Siria nel prendere tale decisione. Contrariamente alle aspettative re Sa'ud sostenne l'Egitto, nonostante la gravità della decisione e le ripercussioni che avrebbero potuto comportare. Riuscì anche a rafforzare il suo rapporto con il re Faysal II d'Iraq, dopo un incontro tenutosi a Dammam il 20 settembre 1956. Nello stesso mese sempre a Dammam ebbe luogo un incontro con i presidenti Gamal Abd el-Nasser e Shukri al-Quwwatli, durante il quale confermò il suo appoggio totale alla parte egiziana in quella crisi. Quando il 29 ottobre 1956 l'Egitto fu aggredito da Francia, Israele e Regno Unito, re Sa'ud dichiarò la mobilitazione generale e ordinò l'apertura di uffici di arruolamento. Offrì assistenza totale al governo egiziano sovrintendendo personalmente all'invio di aiuti militari. Tra i primi ad arruolarsi erano vi furono i principi Fahd, Sultan, Salman e suo figlio Fahad. Come un mezzo di pressione sui governi britannico e francese, usò una nuova arma: bloccò a quei paesi la vendita di petrolio vietando alle petroliere inglesi e francesi e alle altre navi cisterna di trasportare il petrolio saudita in questi due paesi. Sul piano diplomatico ruppe le relazioni con Francia e Regno Unito.
Re Sa'ud usò l'arma del petrolio per la prima volta anche se era a conoscenza delle possibili ripercussioni di tale procedura per l'economia nazionale. Continuò il suo sostegno anche al termine del conflitto in modo da eliminare le conseguenze dell'aggressione. Offrì generosi contributi, tra cui 2 milioni di riyal alla Mezzaluna Rossa egiziana per aiutare le vittime di Porto Said.
Re Sa'ud era ancora fermamente intenzionato a mantenere la regione fuori da blocchi politici e di difesa che supportavano solo una superpotenza. Nonostante le sue solide relazioni con gli americani, a cui garantì diverse concessioni petrolifere, pensò seriamente di impedire loro di utilizzare dell'aeroporto di Dhahran come mezzo di pressione per sostenere i suoi sforzi nello sradicare le conseguenze dell'azione contro l'Egitto.
Nel 1956, allo scoppio della crisi di Suez, anche se venne preso alla sprovvista dal processo decisionale egiziano, che andava contro la gran parte degli accordi reciproci che prevedevano di consultarsi e tenersi reciprocamente informati in anticipo sulle fasi politiche vitali, Sa'ud senza riserve mise le risorse del suo regno a disposizione dell'Egitto, garantendo di aiuti finanziari e strategici in diversi modi.
Come indicazione di quanto seriamente re Sa'ud prese queste decisioni, nonostante i legami vitali e tradizionalmente intimi del suo paese con gli Stati Uniti d'America, considerata anche l'alienazione radicata del comunismo, si rifiutò di aderire al Patto di Baghdad del 1955 finalizzato a contrastare l'espansione del comunismo nella regione, nonostante vi aderirono l'Iraq, l'Iran, la Turchia, il Pakistan e il Regno Unito. Non vi aderirono la Giordania e la Siria in quanto vennero scoraggiate con pressioni politiche e finanziarie.
Questi furono gli eventi e i fattori più importanti che portarono il presidente statunitense Dwight D. Eisenhower a convincersi di poter contare su re Sa'ud, facendoli divenire amici e alleati. Eisenhower invitò il sovrano per una visita ufficiale negli Stati Uniti nel 1957 dal momento che riteneva che re Sa'ud avrebbe potuto giocare un ruolo fondamentale nell'attuazione della sua dottrina sulla deterrenza e la lotta contro il comunismo in Medio Oriente e nei paesi islamici. Dopo aver ricevuto l'invito re Sa'ud si incontrò con i presidenti Gamal Abd el-Nasser e Shukri al-Quwwatli a Il Cairo nel gennaio del 1957. I tre leader convennero di convincere il presidente Eisenhower per fare pressioni sul governo israeliano per evacuare Sharm El Sheikh, che si affaccia sul golfo di Aqaba, e per ritirare le truppe alle frontiere precedenti l'aggressione.
Mantenne il suo sostegno ai paesi in guerra con Israele e firmò un accordo decennale con i presidenti egiziani e siriani e con il re Hussein di Giordania per facilitare gli oneri finanziari della Giordania a seguito delle aggressioni sioniste. L'assistenza finanziaria egiziana e saudita annuale raggiunse anche le cinque milioni di lire egiziane da ciascuno dei due paesi. Con il presidente americano parlò anche del suo contenzioso con il Regno Unito sull'oasi di al-Buraymi, una zona ricca di petrolio al confine tra Arabia Saudita, Oman e Emirato di Abu Dhabi che era sotto la protezione britannica. La questione dell'oasi di al-Buraymi era stata sollevata già sotto il regno del padre ed era ancora in sospeso. Dopo diversi scontri, il caso è venne risolto da un arbitrato internazionale. Quando ha accettato l'invito del presidente americano negli Stati Uniti ricevette una buona accoglienza anche se il sindaco di New York Robert F. Wagner, jr. si rifiutò di accoglierlo a causa delle sue politiche nazionali e islamiche.
Re Sa'ud pronunciò un importante discorso durante il banchetto offerto da Dag Hammarskjöld, il Segretario generale delle Nazioni Unite, in cui affrontò i diversi aspetti delle denunce arabe, in conformità con la Carta delle Nazioni Unite e dei suoi poteri. Invitò tutti i paesi a valorizzare la Carta e ad attuarla in pieno, affrontando i risultati e le ripercussioni della guerra fredda. Durante i suoi negoziati con il presidente americano a Washington il 2 febbraio 1957 questi spiegò i principi e gli obiettivi della sua dottrina, conosciuta come la dottrina Eisenhower e del ruolo effettivo che si aspettava da re Sa'ud come potente amico degli Stati Uniti d'America e come eminente leader arabo e musulmano nella lotta contro il movimento comunista che tentava di invadere il Medio Oriente e i paesi islamici.
All'interno di questo schema, il 24 gennaio 1957 Eisenhower offrì 25 milioni di dollari in prestito al governo saudita. In cambio, re Sa'ud affermò di essersi rifiutato di accettare gli aiuti militari dell'Unione Sovietica per combattere il Regno Unito e che era la politica della Gran Bretagna esortava gli arabi a cercare l'aiuto sovietico. Egli sottolineò che i paesi non allineati beneficiavano degli aiuti sovietici più dei paesi alleati degli americani. Egli affermò che gli aiuti concessi sarebbero dovuti raddoppiare se il presidente americano avesse voluto avere successo. Re Sa'ud chiese a Eisenhower di esercitare pressioni su Israele per ritirarsi dai territori occupati, di risolvere la causa palestinese e per convincere la Francia a raggiungere un accordo per quanto riguarda l'indipendenza dell'Algeria. D'altra parte, promise di informare gli arabi della dottrina Eisenhower e dei suoi scopi; e anche per verificare la reazione araba a livello ufficiale prima di prendersi qualsiasi impegno. Re Sa'ud spiegò al presidente americano che una gran parte del bilancio del suo paese era assegnato a progetti di sviluppo previsti dal quinquennale, e che aveva bisogno di aiuto militari prima di essere in grado di svolgere il ruolo che lui si aspettava nella lotta contro il comunismo. Il governo americano accettò di concedergli un prestito di 250 milioni di dollari, armi per tutte le forze armte e di addestrare i militari sul loro utilizzo.
In cambio, al governo americano fu concesso di utilizzare le strutture dell'aeroporto di Dhahran per cinque anni. Nel 1962 tornarono come previsto nella disponibilità saudita.
Il risultato degli sforzi del re Sa'ud furono positivi. Prima di incontrare i suoi colleghi arabi per parlare loro della dottrina Eisenhower, re Sa'ud visitò la Spagna, il Marocco, la Tunisia e la Libia e li informò di questi risultati. Nel febbraio del 1957 incontrò i leader di Egitto, Giordania e Siria a Il Cairo e li informò degli obbiettivi del presidente Eisenhower. Influenzati dal presidente egiziano Gamal Abd el-Nasser e da quello siriano Shukri al-Quwwatli diversi paesi rifiutarono di aderire alla dottrina Eisenhower. Gli sforzi e i sacrifici di re Sa'ud di unire gli arabi e di difendere le loro cause furono alcune delle questioni a cui dedicò la sua attenzione. Ma i risultati negativi delle politiche delle grandi nazioni, la guerra fredda e l'egoismo di alcuni leader arabi, ostacolarono i risultati in cui sperava e che sognava e per cui aveva fatto tanti sacrifici.
Le politiche e le interferenze delle grandi nazioni finirono per dividere gli arabi in due grandi blocchi che portarono all'esplosione di nuovi conflitti in cui ogni blocco aveva dietro una grande nazione o un altro blocco politico come sostegno. Quando nel 1961 l'Iraq repubblicano di Abd al-Karim Qasim minacciò di annettere il Kuwait nel 1961, re Sa'ud si precipitò per proteggere il Kuwait e il suo territorio protestando nelle sedi internazionali. Rimanendo fedele e conforme alla stretta relazione tra le famiglie Al Sabah e Al Sa'ud dichiarò: "qualsiasi azione contro il Kuwait è un'azione contro l'Arabia Saudita". Questo fu uno dei suoi valori e approcci per quanto riguarda la sua politica estera. La politica saudita, fino ad oggi, ha seguito lo stesso approccio nella difesa dei diritti dei paesi arabi.
Negli ultimi anni di regno Sa'ud era preoccupato dell'aumento dell'influenza di Nasser, soprattutto dopo la propaganda dei rivoluzionari militari in Egitto che iniziò a diffondersi ampiamente con feroci appelli per la distruzione delle monarchie nel mondo arabo; l'ordine in cui le monarchie dovevano essere minate secondo loro erano: Giordania, Iraq, Kuwait, Yemen, Arabia Saudita e Libia. I siriani cominciarono a tramare per rovesciare re Husayn di Giordania, che chiese aiuto all'Arabia Saudita. Sa'ud ritenne che era nel suo interesse mandare le sue truppe beduine ad Amman per aiutare Husayn. Inoltre inviò una sovvenzione di mezzo milione di sterline. Di conseguenza, la Giordania e l'Iraq firmarono un accordo di protezione reciproca, sostenuto da Sa'ud, che giocò un ruolo importante nel mantenere al potere il monarca giordano. Allo stesso tempo, il monarca cercò di far sciogliere la Repubblica Araba Unita e per questo venne accusato di essere il mandante del complotto che mirava di assassinare Nasser.
Dalla metà degli anni '50 fino al 1967, l'Arabia Saudita rimase impegnata in un aspro conflitto con l'Egitto filo-sovietico.

### Conflitto con Faysal
Un feroce lotta tra i figli più anziani di re ʿAbd al-ʿAziz, Sa'ud e Faysal è scoppiata subito dopo la morte del primo re. L'incremento dei ricavi del petrolio non ha risolto il problema finanziario associato ai debiti che Sa'ud aveva ereditato dal padre, che si stimava ammontassero a 200 milioni di dollari nel 1953. In realtà, questo debito era più che raddoppiato nel 1958, raggiungendo la cifra di 450 milioni di dollari. Il riyal saudita aveva perso metà del suo valore ufficiale contro il dollaro statunitense. Inoltre, la ARAMCO e le banche internazionali non hanno accordato al regno alcun prestito. Il monarca ha sospeso i pochi progetti di governo che aveva avviato, ma ha continuato a sperperare denaro nella costruzione di palazzi lussuosi.
Sa'ud e Faysal combatterono una battaglia interna sulla definizione delle responsabilità politiche e sulla divisione delle funzioni di governo. Il re veniva associato al saccheggio dei proventi del petrolio, ai palazzi di lusso e alla cospirazione dentro e fuori l'Arabia Saudita. Faysal invece era associato a sobrietà, pietà, puritanesimo, saggezza finanziaria e modernizzazione. Inoltre, il conflitto tra i due fratelli è stato spesso descritto come originato dal desiderio di Faysal di frenare le spese di suo fratello e di risolvere la crisi finanziaria dell'Arabia Saudita.
La battaglia tra i due fratelli è stata combattuta anche sul ruolo da assegnare al Consiglio dei ministri. Sa'ud ha abolito l'ufficio di Primo ministro con regio decreto, unendo così alla carica di monarca quella di capo dell'esecutivo. Il sovrano si considerava sia re che Primo ministro, mentre Faysal chiedeva maggiori poteri essendo principe ereditario e vice primo ministro.

### Abdicazione forzata
I membri della famiglia di re Sa'ud erano preoccupati della dissolutezza del sovrano e della sua incapacità di contrastare la sfida socialista di Nasser. Inoltre, la corruzione e l'arretratezza stavano indebolendo il regime. La propaganda anti-saudita di Radio Cairo trovava quindi un pubblico ricettivo.
I fratelli Saʿūd e Fayṣal continuarono il loro duro ma non appariscente confronto politico fino al 1962, allorché Fayṣal formò un governo in assenza del re, che si trovava all'estero per cure mediche. Fayṣal inserì nel governo i suoi fratellastri Fahd e Sulṭān, entrambi suoi stretti alleati. Il nuovo governo di Fayṣal escludeva del tutto i figli di re Saʿūd. Fayṣal s'impegnò ad adottare dieci punti programmatici, che includevano tra gli altri, una bozza di Legge Costituzionale, l'abolizione della schiavitù e l'istituzione di una Corte Giudiziaria.
Al suo rientro in patria, Saʿūd respinse quanto fatto da Fayṣal e minacciò di mobilitare la Guardia Reale contro il fratellastro. Fayṣal ordinò a sua volta la mobilitazione della Guardia Nazionale contro il re. Con l'arbitrato degli ʿulamāʾ, e con la pressione effettuata dai membri anziani della famiglia reale, Saʿūd cedette e si rassegnò all'abdicazione impostagli il 2 novembre 1964.
L'ex sovrano fu costretto all'esilio prima a Ginevra, in Svizzera, e poi in altre città europee. Nel 1966 Sa'ud fu invitato da Nasser a vivere in Egitto; un altro rapporto afferma che l'ex monarca si recò in Egitto sotto la protezione di Nasser e che vi rimase dal 1965 al 1967. Re Sa'ud è stato inoltre autorizzato a trasmettere propaganda su Radio Cairo. Alcuni dei suoi figli, come Khalid, Badr, Sultan e Mansur, si unirono e lo sostennero nel suo tentativo di riconquistare il trono. Tuttavia, dopo la guerra dei sei giorni, ha perso l'appoggio dell'Egitto e prese residenza in Grecia fino alla morte, avvenuta nel 1969.

## Vita personale

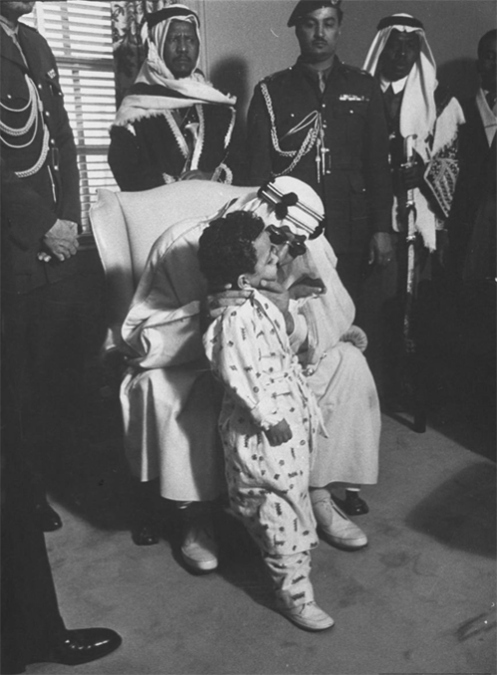
Re Sa'ud con il figlio Mashhoor.

Sa'ud ha avuto 115 figli da numerose mogli. Solo alcuni di questi hanno avuto un ruolo pubblico.
Suo figlio maggiore Fahad, è stato ministro della difesa. La sua figlia più giovane è Basmah bint Sa'ud. Il suo terzo figlio, Muhammed è stato governatore della provincia di al-Bāha ed è morto l'8 luglio 2012. Il principe Mishari, ha sostituito suo fratello maggiore come governatore con rango di ministro nel mese di agosto 2010.
Un altro figlio, Misha'l, è stato governatore della provincia di Najran dal 1996 al novembre 2008. Suo figlio Abdul Rahman (1946-2004) è stato presidente dell'Al-Nassr Athletic, Social and Cultural Club per trentasei anni. Un figlio, Badr bin Sa'ud (1934-2004), è stato governatore di Riyad durante il regno del padre, mentre un altro figlio, Hussam, è imprenditore.
Una figlia, Hessah, è stata la prima donna saudita a diventare preside di una scuola.
Nel 2001 sua figlia Buniah (nata nel 1960) è stata arrestata con l'accusa di aver aggredito la sua cameriera in Florida. È rimasta sotto custodia in carcere per una notte ed è stata rilasciata dietro una cauzione di 5000 dollari e con il ritiro del passaporto.
Dopo la morte del fratello maggiore Turki, Sa'ud ha sposato sua moglie, Munīra bint ʿObayd Āl Rashīd; l'unica loro figlia, al-ʿAnūd, è morta nel gennaio 2006 all'età di 83 anni ed è stata sepolta a La Mecca.

### Figli
Di seguito l'elenco dei figli maschi di re Sa'ud:
- Fahad (1923 - 2006)
- Sa'd (1924 - 1977)
- Abd Allah (1924 - 1997)
- Bandar (1926 - 2016)
- Faysal (1926 - 2012)
- Khalid (1926 - 2020)
- Musa'id (1927 - 2012)
- Thamir (1927 - 1967)
- Majid (1929 - 1969)
- Mohammad (1934 - 2012)
- Badr (1934 - 2004)
- Sultan (1939 - 1975)
- Mish'al (n. 1940)
- Abd al-Ilah (1941 - 2023)
- Mansur (n. 1941)
- Abd al-Muhsin (1942 - 1973)
- Nayef (n. 1943)
- Mamduh (1944 - 2024)
- Abdul Rahman (1946 - 2004)
- Abd al-Majid (1948 - 1991)
- Fawwaz (1948 - 1980)
- Muqrin (1950 - 1983)
- Nawwaf (1951 - 1999)
- Talal (1952 - 2020)
- Turki (n. 1953)
- Abdul Malik (1953 - 2005)
- Ahmad (1953 - 2015)
- Salman (n. 1953)
- Mashour (1954 - 2004)
- Nasser (1954 - 1975)
- Mishari (n. 1954)
- Sattam (n. 1954)
- Hamud (n. 1955)
- Yazid (1955 - 2023)
- Hathloul (n. 1956)
- Saif al-Islam (n. 1956)
- Ghaleb (1957 - 1993)
- Shaqran (1958 - 1987)
- Abd al-Aziz (n. 1960)
- Abdul Karim (1960 - 2022)
- Jalloway (n. 1960)
- Hussam (n. 1960)
- Al-Walid (n. 1961)
- Mutassim (n. 1961)
- Sayf al-Din (n. 1962)
- Nahar (1962 - 2021)
- Moataz (1962 - 2002)
- Musab (n. 1962)
- Izz al-Din (1963 - 1989)
- Saif Al-Nasr (1963 - 2005)
- Montaser (n. 1963)
- Yusuf (n. 1963)
- Al-Hassan (1967 - 2016)

### Figlie
Di seguito l'elenco delle figlie di re Sa'ud:
- Al-Anūd (1923 – 2006)
- Haya (1948 – 2008)
- Fahda (n. 1951)
- Dalal (1957 - 2021)
- Hajar (1958 - 2011)
- Buniah (n. 1960)
- Basma (n. 1964)

## Morte e funerale
Due giorni prima della sua morte, Sa'ud si era sentito male e aveva chiesto al suo medico personale Filnger, un austriaco, di visitarlo. Nella mattina del 23 febbraio 1969 il suo ultimo giorno di vita, Sa'ud ha fatto una breve passeggiata sulla spiaggia con la figlia, Nozhah, nelle vicinanze dell'Hotel Kavouri nei pressi di Atene, in Grecia, dove era solito risiedere. Il suo medico è arrivato dopo che era morto in albergo a causa di un attacco di cuore nel sonno. Il suo corpo è stato portato a La Mecca, dove nella Grande Moschea si è tenuta la preghiera funebre. Il corpo è stato poi sepolto nel cimitero al-'Ud di Riyād.

## Albero genealogico
|                                   |       |                            | Genitori                           |  |  | Nonni |  |  | Bisnonni        |  |  | Trisnonni                     |  |
|                                   |       |                            |                                    |  |  |       |  |  | Fayṣal Āl Saʿūd |  |  | Turkī bin ʿAbd Allāh Āl Saʿūd |  |
|                                   |       |                            |                                    |  |  |       |  |  | Fayṣal Āl Saʿūd |  |  | Turkī bin ʿAbd Allāh Āl Saʿūd |  |
|                                   |       | Hia bint Ḥamad Tamīmī      |                                    |  |  |       |  |  | Fayṣal Āl Saʿūd |  |  |                               |  |
| ʿAbd al-Raḥmān Āl Saʿūd           |       |                            |                                    |  |  |       |  |  | Fayṣal Āl Saʿūd |  |  |                               |  |
|                                   |       | Sāra bint Misharī Āl Saʿūd | Misharī b. ʿAbd al-Raḥmān b. Saʿūd |  |  |       |  |  |                 |  |  |                               |  |
|                                   |       | Sāra bint Misharī Āl Saʿūd | Misharī b. ʿAbd al-Raḥmān b. Saʿūd |  |  |       |  |  |                 |  |  |                               |  |
|                                   |       | Sāra bint Misharī Āl Saʿūd |                                    |  |  |       |  |  |                 |  |  |                               |  |
| ʿAbd al-ʿAzīz dell'Arabia Saudita |       | Sāra bint Misharī Āl Saʿūd |                                    |  |  |       |  |  |                 |  |  |                               |  |
|                                   |       | Aḥmad al-Kabīr al-Sudayrī  | Muḥammad b. Turkī al-Sudayrī       |  |  |       |  |  |                 |  |  |                               |  |
|                                   |       | Aḥmad al-Kabīr al-Sudayrī  | Muḥammad b. Turkī al-Sudayrī       |  |  |       |  |  |                 |  |  |                               |  |
|                                   |       | Aḥmad al-Kabīr al-Sudayrī  | …                                  |  |  |       |  |  |                 |  |  |                               |  |
| Sāra bint Aḥmad al-Sudayrī        |       | Aḥmad al-Kabīr al-Sudayrī  |                                    |  |  |       |  |  |                 |  |  |                               |  |
|                                   |       | …                          | …                                  |  |  |       |  |  |                 |  |  |                               |  |
|                                   |       | …                          | …                                  |  |  |       |  |  |                 |  |  |                               |  |
|                                   |       | …                          | …                                  |  |  |       |  |  |                 |  |  |                               |  |
| Saʿūd dell'Arabia Saudita         |       | …                          |                                    |  |  |       |  |  |                 |  |  |                               |  |
|                                   | 'Aqab | …                          |                                    |  |  |       |  |  |                 |  |  |                               |  |
|                                   | 'Aqab | …                          |                                    |  |  |       |  |  |                 |  |  |                               |  |
|                                   | 'Aqab | …                          |                                    |  |  |       |  |  |                 |  |  |                               |  |
| Muhammad bin 'Aqab                | 'Aqab |                            |                                    |  |  |       |  |  |                 |  |  |                               |  |
|                                   |       | …                          | …                                  |  |  |       |  |  |                 |  |  |                               |  |
|                                   |       | …                          | …                                  |  |  |       |  |  |                 |  |  |                               |  |
|                                   |       | …                          | …                                  |  |  |       |  |  |                 |  |  |                               |  |
| Wadhah bint Muhammad bin 'Aqab    |       | …                          |                                    |  |  |       |  |  |                 |  |  |                               |  |
|                                   |       | …                          | …                                  |  |  |       |  |  |                 |  |  |                               |  |
|                                   |       | …                          | …                                  |  |  |       |  |  |                 |  |  |                               |  |
|                                   |       | …                          | …                                  |  |  |       |  |  |                 |  |  |                               |  |
| …                                 |       | …                          |                                    |  |  |       |  |  |                 |  |  |                               |  |
|                                   |       | …                          | …                                  |  |  |       |  |  |                 |  |  |                               |  |
|                                   |       | …                          | …                                  |  |  |       |  |  |                 |  |  |                               |  |
|                                   |       | …                          | …                                  |  |  |       |  |  |                 |  |  |                               |  |
|                                   |       | …                          |                                    |  |  |       |  |  |                 |  |  |                               |  |